# Cocalodes longicornis
Cocalodes longicornis är en spindelart som beskrevs av Fred R. Wanless 1982. Cocalodes longicornis ingår i släktet Cocalodes och familjen hoppspindlar. Inga underarter finns listade i Catalogue of Life.